# Ezequiel Pagès Casacuberta
Ezequiel Pagès Casacuberta (Tucumán, Argentina, 23 de novembre de 1912 – Banyoles, 5 de juny de 1999) fou un dramaturg català, primer conservador del Museu Cusí de Farmàcia.
Fill del capità de vaixell Francesc Pagès i Martí (el Masnou, 25 de gener de 1881 - el Masnou, 17 de desembre de 1916) i de Carme Casacuberta Pont (Vallromanes, 27 d'octubre de 1891 - ?), que vivien al Masnou. El seu pare va morir a 35 anys de febre tifoide.
Va treballar tota la vida d'administratiu dels Laboratoris del Nord d'Espanya (Laboratoris Cusí) del Masnou. De formació autodidacta, es va ocupar del Museu Cusí de Farmàcia des dels inicis. Va organitzar el Museu i també netejava i restaurava llibres. Era un bon cal·lígraf. Feia els rètols del Museu (per a quadres i objectes). També treballava a les oficines del departament de Comptabilitat. Després de jubilar-se encara s'encarregava del Museu fins que la següent conservadora, Emília Marfà, va ocupar el seu lloc.
Va ser un dels fundadors, juntament amb Lluís Galera Isern i Joan González González, del Museu del Masnou (actual Museu Municipal de Nàutica del Masnou). Estava molt lligat al museu de la vila i hi col·laborava assíduament. Va fotografiar les diverses excavacions arqueològiques que Lluís Galera va fer al Masnou. Era un entusiasta de la fotografia.
La seva gran afició era el teatre. Escrivia obres de teatre. Va publicar-ne diverses per a l'editorial Librería Salesiana: El cerco de la misión (1948), La última guardia (1948) i El espectro del castillo (1949). L'any 1999 es va publicar la seva obra El detective Man-The-Kon (editorial CCS, Madrid). Té moltes obres inèdites, com ara L'invent (1981).
Es va presentar a les eleccions municipals de terços del 21 d'octubre de 1966 per la Sociedad Cultural Nueva Unión Masnouense.
Els anys vuitanta del segle xx va escriure articles de divulgació històrica a la revista gratuïta del Maresme La Clau amb el pseudònim Epaca i als programes de festa major del Masnou. També va dissenyar exlibris, com l'exlibris de Josep Llop i Bonal anomenat “esforç i continuïtat” (1945).
Es casà amb Carme Busquets Cornellà (Sant Hilari Sacalm, 8 de desembre de 1912 – Banyoles, 1 de juny de 2000) i tingueren un filla anomenada Carme.